# Assedio di Costantinopoli (1260)
L'assedio di Costantinopoli del 1260 fu un tentativo fallito da parte dell'impero di Nicea di riprendere Costantinopoli, sottratta dai Latini dopo la quarta crociata nel 1204, avendone fatto la loro capitale e portando la città alla decadenza.

## Antefatto
Dopo il sacco di Costantinopoli causato dalla quarta crociata nel 1204, l'impero bizantino fu diviso tra stati crociati latini, sudditi dell'imperatore latino, e tre stati bizantini che gareggiarono tra loro per riconquistare Costantinopoli e per così poter riprendere la corona dei basileis che rivendicavano, gli stati erano: l'impero di Nicea (in Asia Minore), il despotato d'Epiro (in Epiro) e l'impero di Trebisonda (nel Ponto). L'isolamento e la lontananza di Trebisonda, mise fuori gioco l'impero dei Mega Comneni a riprendersi Costantinopoli.

## L'assedio
L'assedio della città fu pensato dall'imperatore niceano Michele VIII Paleologo (1259-1261), che era stato il più brillante generale niceano di quell'epoca, il piano doveva svolgersi con due azioni: la prima azione era volta a prendere la colonia latina di Galata, così da poter togliere la catena che bloccava il Corno d'Oro e accerchiare la città per mare. La seconda fase avrebbe previsto l'ausilio di un nobile latino, Asel, il quale avrebbe dovuto aprire le porte della città in cambio di un salvacondotto.
Nel gennaio del 1260, Michele conquistò alcune città latine nelle vicinanze di Costantinopoli, tra cui Selimbria e iniziò ad assedio Costantinopoli e Galata. Tuttavia gli abitanti del Galata resistettero più del previsto e Asel non aprì le porte. Incapace di fare qualche progresso, Michele ordinò l'assedio interrotto in aprile.

## Conseguenze
Nell'agosto del 1260 fu firmato un armistizio tra Michele e Baldovino II, che prevedeva un anno di pace; Michele comunque continuò a fare piani per un nuovo assedio. Nel marzo del 1261 Michele firmò con i Genovesi il trattato di Ninfeo, che si allearono con lui fornendogli appoggio navale per riconquistare Costantinopoli, in cambio di diritti commerciali. Il trattato aveva anche una funzione squisitamente anti-veneziana, in quanto la Città lagunare, acerrima rivale di Genova, era la principale sostenitrice dell'impero latino. Tuttavia i preparativi di Michele furono superflui, visto che il 25 luglio 1261, il generale Alessio Strategopulo con soli 800 uomini riconquistò Costantinopoli.